# Алматинска декларация (1991)
 За декларацията на СЗО относно основна здравна грижа вижте Алматинска декларация.  
Алматинската декларация e декларацията по създаването на Общността на независимите държави през 1991 г.

## Предистория
На 13 декември 1991 г. в Ашхабад се провежда среща на президентите на 5 централноазиатски държави, влизали в състава на СССР: Казахстан, Киргизия, Таджикистан, Туркменистан и Узбекистан. На срещата страните изразяват съгласието си да влязат в Общност на независимите държави, но при условие да се осигури равноправно участие на субектите на бившия съюз и признаване на всички държави в ОНД в качеството им на учредители. Впоследствие президентът на Казахстан Нурсултан Назарбаев предлага страните да се срещнат в Алмати, за да обсъдят допълнителни въпроси и да се приеме съвместно решение.

## Подписване
За тази цел ръководителите на 11 бивши съветски републики (Азербайджан, Армения, Беларус, Казахстан, Киргизия, Молдова, Русия, Таджикистан, Туркменистан, Узбекистан и Украйна - отсъстват Латвия, Литва, Естония и Грузия), взимат участие в организираната среща. В резултат на срещата на 21 декември 1991 г. е подписана Алматинската декларация, в която се излагат целите и принципите на ОНД. В нея се формулира, че взаимодействието между участниците в организацията „ще се осъществява на принципа на равноправие посредством координиращи институти, формирани на паритетна основа и действащи по реда, определен от споразуменията между участниците в организацията, която е нито държавно, нито наддържавно образувание“. Също така се запазват обединеното командване на военностратегическите сили и единния контрол над ядреното оръжие, уважава се взаимният стремеж към статут на неядрена и (или) неутрална държава, декларира се привързаност към сътрудничество при формирането и развитието на общо икономическо пространство. Констатира се фактът на прекратяване на съществуването на СССР с образуването на ОНД.